# Автопортрет в кругу друзей
Автопортрет в кругу друзей (итал. Autoritratto in un gruppo di amici) — картина маслом итальянского художника Франческо Айеца, выполненная в 1824 (или 1827) году и хранящаяся в музее Польди-Пеццоли в Милане.
Работа, созданная в 1824 году, упоминается в «Проспекте гравюр, картин и произведений искусства по закупочной цене» (1853 г.) как «картина маслом, представляющая пять портретов Айеца», стоимостью шестьдесят лир. «Автопортрет в компании друзей», по сути, предназначался для личного пользования. В 1996 году картина заняла свое окончательное место в коллекциях музея Польди Пеццоли, куда она попала после смерти Риккардо Лампуньяни (который, в свою очередь, получил её от своего деда Джузеппе Гаргантини).
Своеобразным является решение Айеца изобразить себя на автопортрете, который значительно отличается от обычного портрета тех времён. Фактически, это «портрет дружбы», на котором художника окружают четверо соратников и товарищей: их личности известны с 1983 года благодаря анализу Фернандо Маццокка, известного критика Айеца. В крайнем правом углу изображен поэт Томмазо Гросси рядом с художником Джузеппе Мольтени (в цилиндре); справа находится художник-пейзажист Джованни Мильяра, а над ним — Пелагио Пелаги, единственный, кто обращает свой взгляд на наблюдателя. Гросси, Мольтени, Мальяра и Пелаги — все они являются представителями нового романтического сезона и усердными главными героями выставок Брейденсе, возглавляемых, среди прочего, самим Айецем. Более того, в нижнем левом углу картины присутствует надпись «1827», сделанная пером: хотя традиционно она не считается автографом, эта дата, вероятно, подтверждается рефлектографическим анализом, которому была подвергнута картина. Тем не менее вопрос о датировке картины все ещё открыт.